# 翁万戈
翁万戈（英語：Wan-go H.C. Weng，1918年7月28日—2020年12月9日），又名翁兴庆，号莱溪居主人。男，籍貫江苏常熟，生于上海，美籍华裔社会活动家、收藏家、书画鉴赏家。他是两代帝师翁同龢的玄孙 。

## 生平
1918年出生于上海，幼时移居天津。自北京汇文中学毕业后，考取国立交通大学机电工程专业。1938年赴美留学获普渡大学机电工程硕士学位。后进入威斯康星大学学习油画，此后一直从事绘画、电影工作。他还曾出任华美协进社社长、宋庆龄基金会理事。
1947年，翁萬戈自美返中，因知道國共戰事將起，為了躲避戰火，將翁同龢名下古籍字畫，經上海轉運美國。
1950年代首度至台灣參訪國立故宮博物院北溝院區，遭遇台灣「八七水災」。
1970年大阪萬國博覽會期間，受貝聿銘邀請為中華民國館設計展覽內容。
1985年在美國大都會藝術博物館舉辦「翁氏家藏中國善本書」特展，由華美協進會主辦。
1990年，翁万戈将常熟翁氏老宅捐赠给常熟市政府，次年以翁氏故居为基础建立的翁同龢纪念馆正式成立。2000年，翁万戈将其所继承的80种、542册翁氏家藏古籍以拍卖方式转让给上海图书馆收藏。2010年，他向北京大学捐赠了明代画家吴彬所绘的《勺园祓禊图》。2018年在其百岁诞辰之际，翁万戈将翁氏家藏中的王翚《长江万里图卷》等183件藏品捐献给波士顿美术馆。
2020年12月9日，翁万戈卒于家中，年102岁。

## 家庭
翁万戈是翁同龢（1830年5月19日－1904年7月4日）的玄孙。其生父翁之憙是翁同龢兄长翁同书之孙翁斌孙之子，后过继给翁之憙之兄翁之廉以承继翁同龢一支。
翁万戈曾与著名出版家张元济侄孙女张祥保订婚，后因翁万戈赴美定居而解除婚约。1944年，他与原中央信托局局长程远帆之女程华宝结婚。子翁心學、女翁心思。有侄翁以均，常协助其处理捐赠文物事宜。